# Nowḩadān
Nowḩadān (persiska: نوحدان) är en ort i Iran.   Den ligger i provinsen Gilan, i den norra delen av landet, 230 km nordväst om huvudstaden Teheran. Antalet invånare är 392.
Terrängen runt Nowḩadān är mycket platt. Runt Nowḩadān är det ganska tätbefolkat, med 155 invånare per kvadratkilometer. Närmaste större samhälle är Khoshk-e Bījār, 9,2 km nordväst om Nowḩadān. Trakten runt Nowḩadān består till största delen av jordbruksmark.